# Площадь Старый Рынок (Львов)

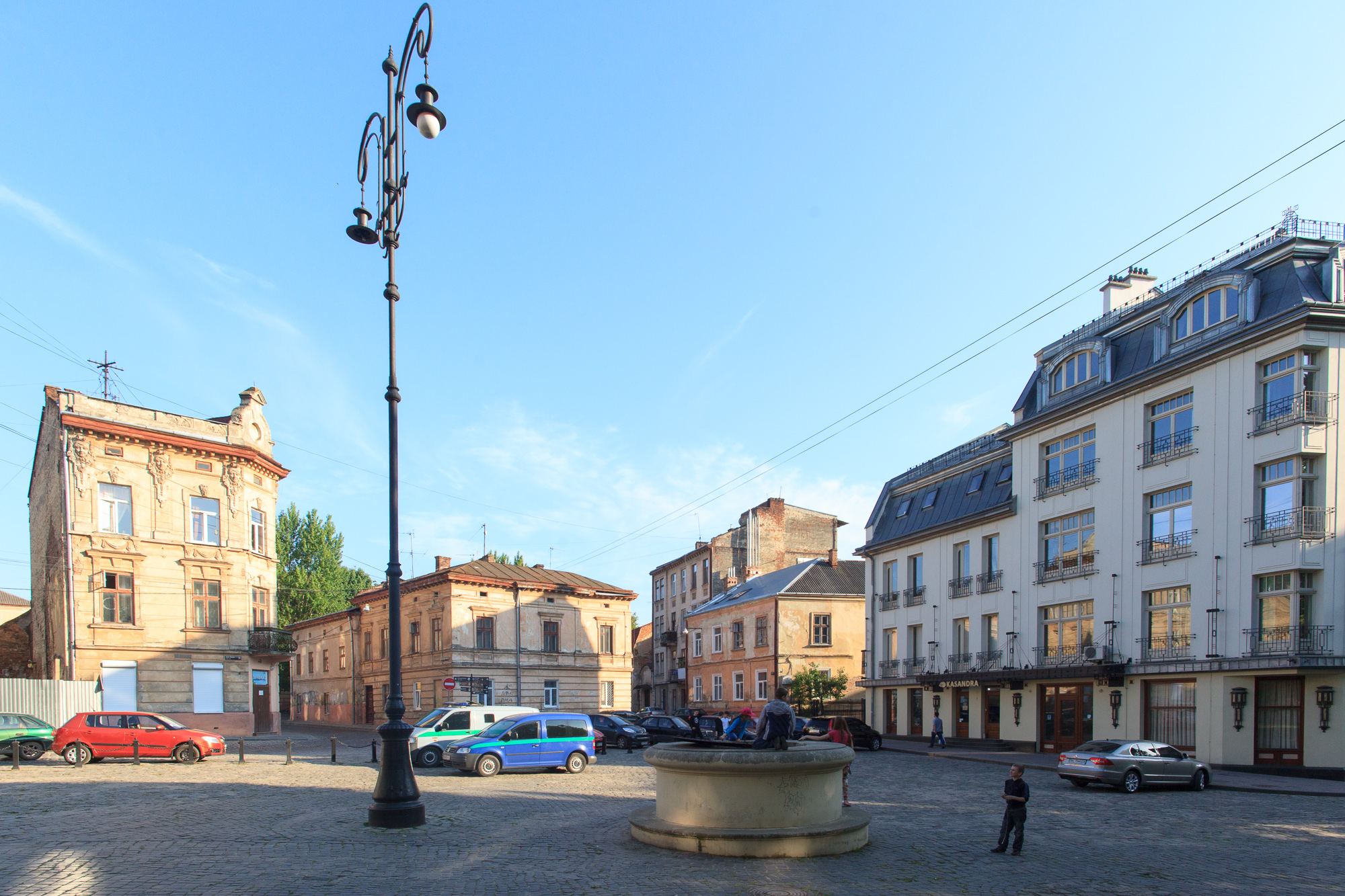
Площадь Старый Рынок

Ста́рый Ры́нок — старейшая площадь во Львове (Украина).
По археологическим данным поселение в районе площади Старый Рынок было уже в XII веке. В последующем, во времена Данила Галицкого, которого считают основателем Львова, город тянулся от площади Старый рынок до современной станции Подзамче. Непосредственно на самой площади либо вблизи от неё находятся старейшие из сохранившихся памятников города — церковь Святого Николая, церковь Святого Онуфрия, костёл Ивана Крестителя. Известны ещё 12 храмов и монастырей, которые располагались в этом районе. Сохранилась первоначальная планировочная структура участка, однако застройка площади почти полностью принадлежит концу XIX — началу XX века. Планировку в районе площади Старый Рынок изучали Александер Чоловский-Сас, Богдан Януш, Иван Крипьякевич, Иван Базарник, Андрей Рудницкий, Адам Мартынюк, Роман Могитич.
После завоевания Львова польским королём Казимиром III Великим в 1349 году центр города был перенесён южнее, где была устроена площадь Рынок.
В последующем Старый рынок оставался центром Жолковского (Краковского) предместья, названного так по основной магистрали — Жолковской дороге (ныне — улица Богдана Хмельницкого), которая ограничивает площадь с юга. Площадь, как и предместье в целом, было заселено в основном еврейским населением. В 1846—1941 годах на площади находился Темпль, реформистская синагога.